# Maria Lourença Cabecinha
Maria Lourença Cabecinha (Montemor-o-Novo, 17 de março de 1933 - 7 de janeiro de 2022) foi uma resistente antifascista e militante comunista portuguesa.

## Percurso
Maria Lourença Cabecinha nasceu em S. Romão, Montemor-o-Novo, a 17 de março de 1933.
Aos 12 anos, começou a trabalhar, inicialmente na apanha de azeitona e posteriormente na monda e na ceifa. Ao mesmo tempo, aprendeu a ler, com o pai, por não ter frequentado a escola.
Em 1947 envolve-se activamente numa luta dos assalariados agrícolas, pelo aumento dos salários.
Um ano depois, com 15 anos, tornou-se militante do Partido Comunista Português, na sequência da prisão de um dos seus tios. Aos 18 anos tornou-se funcionária do partido.
Entrou na clandestinidade em 1952, onde assumiu a manutenção e a defesa e vigilância das casas clandestinas, e prestou apoio técnico às tarefas de organização de António Gervásio, seu companheiro. Durante este tempo, também colaborou no jornal 3 Páginas com o pseudónimo de Leontina e n’ A Voz das Camaradas com o pseudónimo de Lina.
Na sequência de apoio técnico a um membro do Organismo da Direcção Regional do Sul do Partido Comunista Português, Maria Lourença Cabecinha foi presa a 12 de Abril de 1964, sendo transferida para Caxias em regime de isolamento contínuo. Após se recusar a prestar declarações, foi julgada em 21 de Janeiro de 1965, e condenada a uma pena de dois anos e dez meses. Porém a liberdade condicional apenas lhe foi concedida no dia 12 de Setembro de 1969. É libertada no dia 18 do mesmo mês.
Após sair da prisão, regressou a Montemor-o-Novo e fez o exame da 4.ª classe. Em Julho de 1970 regressou novamente à clandestinidade e mudou-se para Lisboa.
Após 1971, Maria Lourença é transferida para o Porto, onde viveu com com Deolinda Franco, que desempenhava tarefas de organização.
Na clandestinidade, viveu em várias localidades do Alentejo, nomeadamente em Évora, bem como nos distritos de Setúbal (Arrentela, Torre da Marinha e Baixa da Banheira) e Lisboa e na cidade do Porto.
A 25 de Abril de 1974, estava em Lisboa, a viver numa casa clandestina com Sofia Ferreira. Em Maio desse ano, regressou ao Alentejo, onde participou na abertura de centros de trabalho em Montemor e em Évora. Também desempenhou tarefas na Organização Regional de Évora, tendo acompanhado a reforma agrária, e participou em diversas iniciativas da União de Resistentes Antifascistas Portugueses (URAP) e no núcleo de Montemor-o-Novo do Movimento Democrático de Mulheres (MDM) desde a sua origem.
Entre 1988 e 1993 esteve destacada na Organização Regional da Beira Interior.
Morreu a 7 de janeiro de 2022.

## Ligações Externas
- Museu do Aljube | Dias da Memória; Maria Lourença Cabecinha (2016)

- Museu do Aljube | Vidas na Resistência: Maria Lourenço Cabecinha e Eulália Miranda Hermínia Vicente (2016)